# R530
A Matra R530 és Super 530 francia közép-hatótávolságú légiharc-rakéták, a Mirage III, Mirage F1 és a Mirage 2000 vadászrepülőgépek fedélzeti fegyverei. 